# Uraeginthus bengalus
Uraeginthus bengalus là một loài chim trong họ Estrildidae.